# Кутузов (торт)
Торт «Кутузов» — многослойный торт, который состоит из коржей, пропитанных кремом. В таком торте обычно много орехов. Сверху кондитерское изделие украшают посыпкой и орехами. Торт «Кутузов» может быть и медовым, и шоколадным, но классический «Кутузов» — медовый. «Кутузов» — домашнее кондитерское творчество, он не очень жирный, с мягкими коржами. Это что-то среднее между «Наполеоном» и «Медовиком», но по вкусу больше похож на «Медовик».
Точное происхождение торта «Кутузов» неизвестно. Существует легенда, что первый раз такой торт испекла жена Кутузова Екатерина Ильинична, когда её муж вернулся с победой после Бородинского сражения. По второй версии торт «Кутузов» был создан уже в Советском Союзе. Его придумали в противовес заграничному «Наполеону».

## Интересные факты
- Во время празднования двухсотлетия победы России в Отечественной войне 1812 года в Москву приезжал представитель семейства Бонапартов — Шарль Наполеон, которого принимала у себя в гостях прапраправнучка Кутузова — Кира Михайловна Хитрово-Кромская. Она угощала гостя тортом «Кутузов»[1].
- У писателя А. Г. Алексина есть рассказ «Торт „Кутузов“».